# Isla Bainbridge
La isla Bainbridge (en inglés: Bainbridge Island) es una isla en la parte sur de Alaska, en los Estados Unidos de América. Se encuentra en el golfo de Alaska, en el extremo oriental de la entrada del Prince William Sound, justo al este de la isla Evans. La isla está en el área delimitada del bosque nacional Chugach.
La isla Bainbridge y el cercano pasaje Bainbridge, la punta Bainbridge y el glaciar Bainbridge fueron nombrados por George Vancouver en 1794 en honor del astrónomo británico John Bainbridge.